# 528.000 km Mimmi’s
528.000 km Mimmi’s ist ein Best-of-Album der Bremer Punkband Die Mimmi’s, das Lieder aus den Jahren 1982 bis ´89 enthält, darunter eine Coverversion von Neil Youngs „Sugar mountain“. Es wurde 1992 vom Weser Label im Indigo-Vertrieb veröffentlicht. Produziert wurde die CD von Mimmi’s-Gründer und Sänger Fabsi (Klaus Fabian). Das Digital Pre-Mastering erfolgte im White Noise Studio HH in Hamburg.

## Cover und Booklet
Verantwortlich für das Cover, Inlet-Gestaltung und Cover-Fotografie waren desasterD. und Daniel Bastian.
Das Cover zeigt eine Fotografie des alten Mimmi’s-Tourbusses. Das 20-seitige Booklet des Digipacks erzählt nebst der Illustration zahlreicher Fotografien die Geschichte der Musikgruppe bis 1989 ausführlich und anekdotenreich aus dessen Perspektive.

## Titelliste
1. „Smoke“ – 0:32 (K: Fabian)
2. „Eines Tages wird es passieren“ – 2:23 (K: Temp / T:Köster, Fabian)
3. „Op de Eck“ – 2:37 (K: Temp / T: Fabian)
4. „USA Radio“ – 0:24
5. „Oh Eyleen“ – 2:32 (K: Temp / T: Temp)
6. „Ohne Krimmi´s gehn die Mimmi´s nie ins Bett“ – 2:15 (K: Rabe / T: Fabian, Temp)
7. „Groglied“ – 2:09 (K: Köster / T: Köster)
8. „Mc Donald“ – 1:32 (K: Temp / T: Fabian)
9. „Sag nicht nein wenn ich Dich küssen will“ – 3:11 (K: Köster / T: Köster, Temp)
10. „Up´n Land“ – 2:31 (K: Temp / T: Kahrs)
11. „Willi, ich liebe Dich“ – 3:32 (K: Steffens / T: Fabian, Temp)
12. „7 Jahre doof“ – 3:52 (K: Temp / T: Fabian)
13. „Deutscher Meister wird der SVW“ – 1:58 (K: Fabian / T: Fabian)
14. „Eierstock“ – 2:40 (K: Temp / T: Kahrs)
15. „Hör mal haste mal ´ne Mark“ – 2:28 (K: Eitemüller, Köster, Fabian, Temp / T:Fabian)
16. „6 aus 49“ – 3:25 (K: Temp / T: Fabian)
17. „Der Arsch ist immer der kleine Mann“ – 2:06 (K: Temp, Fabian / T: Fabian)
18. „Gebt dem Faschismus keine neue Chance…“ – 1:54 (K: Köster, Temp, Eitemüller, Fabian / T: Fabian)
19. „Straßenschlacht“ – 1:16 (K: Temp / T: Fabian)
20. „Wärme 2“ – 2:59 (K: Temp / T: Temp, Fabian, Eitemüller)
21. „Bananas“ – 3:42 (K: Temp, Fabian / T: Temp, Fabian, Kahrs)
22. „Seemann“ – 2:54 (K: Kahrs / T: Fabian)
23. „Nein nein Marie“ – 2:16 (K: Eitemüller, Fabian, Köster, Temp / T: Fabian)
24. „Samantha F.“ – 2:15 (K: Eitemüller, Fabian, Köster, Temp / T: Eitemüller, Fabian, Köster, Temp)
25. „Sex“ – 2:15 (K: Eitemüller, Köster, Fabian, Temp / T: Eitemüller, Köster, Fabian, Temp)
26. „Sardellenfilet“ – 2:25 (K: Eitemüller, Köster, Fabian, Temp / T: Eitemüller, Köster, Fabian, Temp)
27. „Mein privater Rockstar“ – 3:41 (K: Eitemüller / T: Eitemüller)
28. „Arztgeschichten“ – 2:44 (K: Temp / T: Fabian)
29. „Vater´s Kellerbar“ – 3:01 (K: Temp / T: Fabian)
30. „Sugar mountain“ – 2:15 (K: Neil Young / T: Neil Young)